# 殿様は空のお城に住んでいる
「殿様は空のお城に住んでいる」（とのさまはそらのおしろにすんでいる）は、川原泉による日本の漫画作品。

## ストーリー
架空の江戸時代中期。椿森藩主高坂伊豆守の息女・鈴は藩邸を抜け出し一人歩きをしていたところ道に迷い、凧揚げを楽しんでいた若侍・信之介に出会う。信之介は秋吉田藩主鳴沢家の世継ぎであった。それから10年後、鈴は信之介改め秋吉田藩主鳴沢播磨守景宗に嫁ぐ。
嫁いで一月ほどたった頃、景宗に参勤交代の時期が訪れる。「空の鳴滝城」と名高い秋吉田城を見たいという欲求と、10年前に自害した景宗の兄・景之の残した遺書の謎を探るため、鈴は小姓に変装して秋吉田藩に行くのだった。

## 登場人物
鈴（すず、変装時は鈴之介：すずのすけ）
初登場時6歳。椿森藩主･高坂伊豆守の息女。後に秋吉田藩主鳴沢播磨守 景宗に嫁ぐ。おてんばな性格で、高坂家の下屋敷の裏庭の壊れた塀から抜け出し、初めての一人歩きだというのに調子に乗って日本橋浜町から芝高輪まで（約3kmほど）歩き、迷子になる。そこでたまたま凧を揚げていた若侍･信之介に道を聞き、駕籠でおくってもらった。その後許婚となる。
このごろから剣豪になる夢があり、柳生新陰流に入門。16歳で免許皆伝となる。亀千代という弟がいる。
秋吉田藩の多額の借金と景之の遺書の謎を探るために江戸に影武者を立て、小姓の姿に変装して秋吉田藩に入る。
鈴と景宗の子孫が、「笑う大天使」に登場する斎木和音である。
鳴沢景宗（なるさわ かげむね）
外様大名、秋吉田藩主鳴沢播磨守。幼名は信之介。次男だが、兄が廃嫡されたため世継ぎとなった。鈴の弟と同じ名前のアヒル、亀千代を可愛がっている。10年前に自害した兄、景之の死に疑問を抱いている。
鳴沢景之（なるさわ かげゆき）
景宗の兄。藩政改革を試みるが望月監物の讒言により廃嫡に追い込まれ、その半年後に自害。不可解な遺書を景宗に送っている。
帯刀采女（たてわき うねめ）
幼少時より景宗に仕えている人物。初登場時19歳のお小姓頭。先代播磨守より美しい小姓姿を惜しまれ、20歳になるまで元服を許されなかった。現在は藩・御文庫正倫閣出仕購書取調方（県立図書館のおじさん、と訳注されている）。景之と同じ年で学友だった。妻子がおり、子煩悩。鈴は秋吉田藩に居る間、帯刀家に下宿している。
矢走一之進、矢走二之介、矢走三之丞（やばせ いちのしん・やばせ にのすけ・やばせ さんのじょう）
采女と同じく幼少より景宗に仕えている三つ子。景宗と同い年。元服前は一郎丸、二郎丸、三郎丸だったため「三人丸」と呼ばれていた。
現在はそれぞれ秋吉田藩にて役に就いているが、采女と同じく閑職にまわされている。
建部忠左衛門（たけるべ ちゅうざえもん）
秋吉田藩江戸家老。鈴が国許へ行く際に変装した「鈴之介」は忠左衛門の養子ということになっている。
牧野重太夫（まきの じゅうだゆう）
秋吉田藩江戸屋敷勘定方。陰で景宗を馬鹿にし、アヒルの亀千代をいじめている。
伊勢屋（いせや）
秋吉田藩出入りの御用商人。10万両を用立てている。
望月監物（もちづき けんもつ）
城代家老。藩の人事を握り、景宗の側近である采女達を閑職に追いやっている。先代播磨守が病床にあった時、藩政改革に臨んだ景之を廃嫡する進言をした。
腰元の楓を使い、景宗と鈴之介の身辺を調べている。
楓（かえで）
景宗付きの腰元。望月監物の分家筋に当たる。器量もよく、お国御前（国許用の側室）になるだろうと言われている。自分になびかない男はみなホモだと思っており、景宗と鈴之介の仲を怪しむ。

## 収録作品
- 花とゆめコミックス（白泉社）『中国の壺』
- 白泉社文庫『中国の壺』 ISBN 4592883179
- 『川原泉傑作集 ワタシの川原泉IV』（白泉社、2015年） ISBN 9784592217206